# 中央站站
中央站站（法語：Gare Centrale），副站名“大广场”（法語：Grand Place），是布鲁塞尔地铁1号线和5号线的车站，位于比利时布鲁塞尔首都大区布鲁塞尔。

## 名称
该站得名于上方的铁路车站布鲁塞尔中央站，其与本站组成了一个综合交通枢纽，将火车、地铁和公共汽车三者结合。副站名“大广场”则是得名于附近的布鲁塞尔大广场。